# Bursera nashii
Bursera nashii là một loài thực vật có hoa trong họ Burseraceae. Loài này được (Britton) Urb. mô tả khoa học đầu tiên năm 1920.